# Pietro Antonio Zorzi

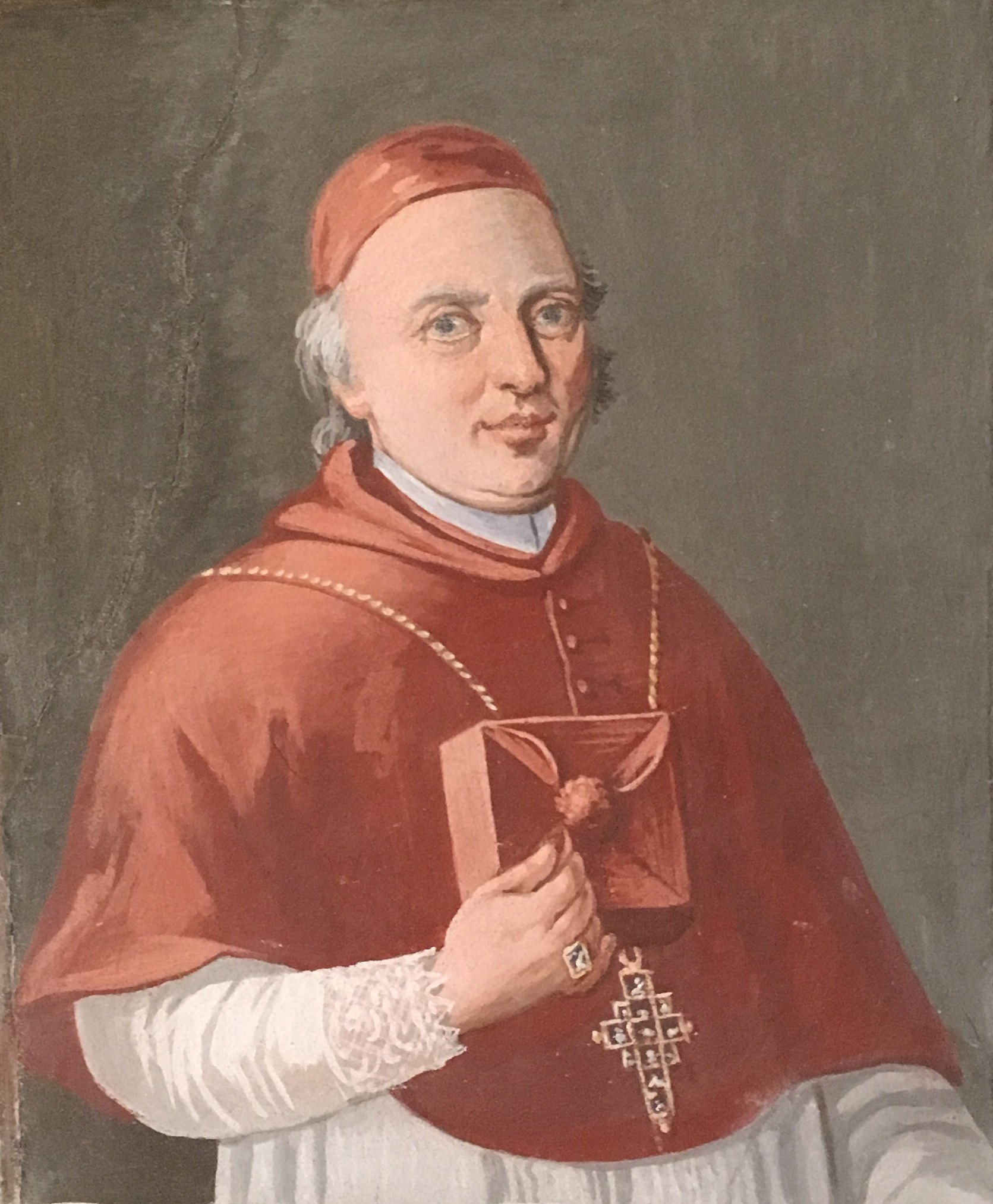
Erzbischof Pietro Antonio Zorzi im Legatenpurpur (vor 1803)

Pietro Antonio Zorzi CRS (* 7. November 1745 in Novigrad; † 17. Dezember 1803 in Udine) war Erzbischof von Udine und Kardinal.

## Leben
Zorzi, aus einer venezianischen Adelsfamilie stammend, trat 1764 dem Somaskerorden bei und empfing am 17. Dezember 1768 in Verona die Priesterweihe. 1774 wurde er Rektor des Collegio dei Nobili in Brescia, dieselbe Funktion übte er später in Venedig aus.
Papst Pius VI. ernannte ihn auf Vorschlag des venezianischen Senats am 3. April 1786 zum Bischof von Ceneda. Die Bischofsweihe empfing Zorzi am 17. April desselben Jahres in Rom durch Kardinal Carlo Rezzonico. Am 24. September 1792 ernannte ihn Pius VI. zum Erzbischof von Udine, nachdem ihn der Doge von Venedig, Ludovico Manin, einen Monat zuvor für dieses Amt vorgeschlagen hatte.
Papst Pius VII. nahm ihn im Konsistorium vom 17. Januar 1803 ins Kardinalskollegium auf. Kardinal Zorzi starb noch im selben Jahr, bevor der Papst ihm seine Titelkirche zuweisen konnte.